# Anantapur (miasto)
Anantapur (telugu అనంతపురం) – miasto w południowych Indiach, w stanie Andhra Pradesh, na wyżynie Dekan. Około 360,9 tys. mieszkańców.
W mieście rozwinął się przemysł chemiczny, bawełniany, jubilerski i spożywczy.